# 東ノエル
東 ノエル（ひがし ノエル、2005年12月22日 - ）は、日本の女優、タレント。

## 略歴
2010年代
事務所に入り、芸能界デビュー。

時期不明
YouTubeデビュー。

## 人物
ジャパン・ミュージックエンターテイメント所属。
特技はダンス。趣味はTikTok。小学6年生の時点では踊る事、演じる事、歌う事、マンゴー、鳥が大好きと述べていた。
二人の姉や双子の兄とバンド「東東東東東（イーストファイブ）」を組んでおり、振り付けとキーボードを担当している。
母親はシングルマザーである。

## 出演作品

### テレビ番組
- エイゴビート 第1シリーズ（NHK Eテレ、2017年 - ） - 鈴木リン 役[6][注釈 4]

### テレビドラマ
- 青のSP―学校内警察・嶋田隆平―（2021年1月19日、関西テレビ・フジテレビ） - 笹峰エマ 役（第2話）[7]

### 舞台
- 私たちが見た始まりの風景（2021年6月8日 - 13日） - トモカ 役[8]
- カルミアクラブ第2回公演「なつきとオバケくぬぎ」（2014年7月5日 - 13日） - 幼少期の和江 役[9]
- グリーゼ（2016年4月1日 - 5月29日） - 暗本静子 役[10]
- アンビシャスガールズ - 主演
- ガールズたちは法改正に散りて（2021年10月16日 - 24日） - 主演[11]

### MV
- 大塚愛「China」
- ひかりんちょ「スーパーマンボーメンタル」

### 雑誌
- Popteen（2020年8月号）

### YouTube
桃山学院大学×東ノエル
- Ado/踊、踊ってみた。[12]
- ビジネスデザイン学部に潜入調査！！[13]